# Phragmatobia flava
Phragmatobia flava là một loài bướm đêm thuộc phân họ Arctiinae, họ Erebidae.